# Barthold Schweback
Barthold Julius Andersen Schweback, född 31 augusti 1878 i Halden, död 25 februari 1952 i Stockholm, var en norsk-svensk operasångare (tenor).
Barthold Schweback var son till sjökaptenen Christian Julius Andersen och Hilda Halfvordsdotter från Bohuslän. Han studerade sång i Kristiania för Wilhelm Kloed och H. Meyer. Från 1898 var han två säsonger knuten till Eldoradoteatern i Kristiania, varefter han en tid ägnade sig åt konststudier. 1903–1905 hade han engagemang hos Albert Ranft, först på turné, sedan vid Östermalmsteatern i Stockholm. 1905 debuterade Schweback på Kungliga Teatern som Tonio i Regementets dotter, Turiddu På Sicilien och 1906 som Arnold i Wilhelm Tell. 1905 blev han svensk medborgare. 1906–1908 var han engagerad vid Kungliga Teatern och fortsatte samtidigt sina studier för Gillis Bratt. han tillhörde Oscarsteaterns ensemble 1908–1911 men återvände 1911 till Kungliga Teatern, där han blev högt uppskattad, särskilt som Wagnersångare. Han slutade sitt engagemang 1921, då han drabbades av röstproblem i samband med ohälsa. 1921–1923 var han verksam i USA och därefter några år främst i Berlin. Från 1928 var han bosatt i Malmö, där han ägnade sig åt sångundervisning. Han var lärare vid Malmö musikkonservatorium 1928–1929. Bland Schwebacks roller märks Tannhäuser, Lohengrin, Siegmund, Sigfried och Parsifal, Marrico i Trubaduren, Ramadès i Aida, Otello, Don José i Carmen och Pedro i d'Alberts Låglandet samt zigenarviolinisten Joszi i Lehárs Zigenarkärlek.